# UNDA

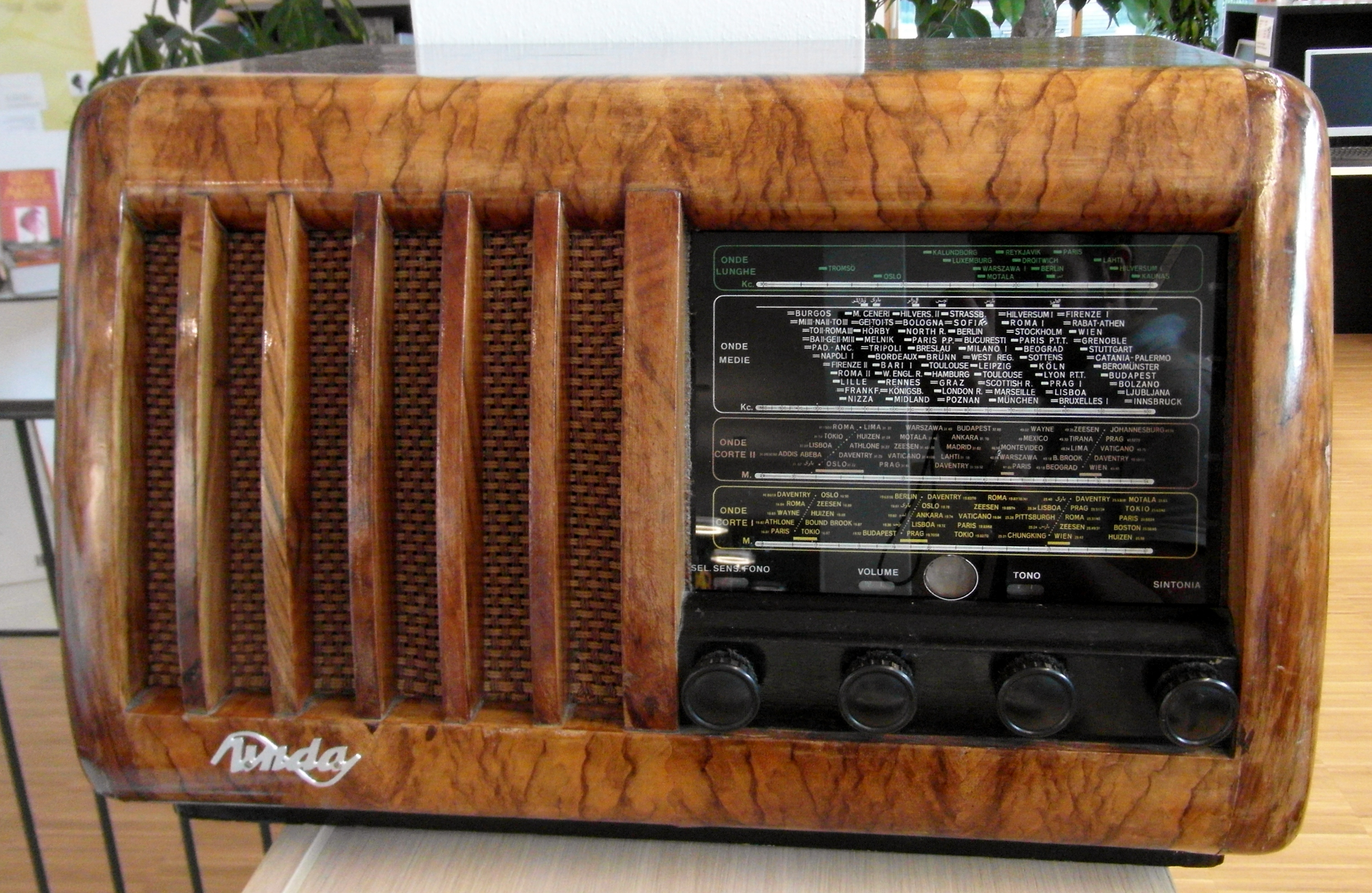
Unda-Empfänger, 1940

UNDA war eines der ersten italienischen Unternehmen, die Radioempfänger herstellten. Gegründet wurde es 1925 vom Südtiroler Max Glauber in Toblach (Dobbiaco), 1940 wurde die Produktion nach Como verlegt. Bekannt wurde UNDA durch die Entwicklung der Modelle „Radio Rurale“ und „Radio Balilla“, die von den Faschisten als Propagandainstrumente gefördert wurden. Die von Glauber entwickelten Geräte folgten dem Vorbild des 1933 entwickelten deutschen Volksempfängers der Nationalsozialisten. Nach dem Weltkrieg wurden auch Fernsehgeräte produziert, der dafür nötige Kapitalbedarf verursachte einen Liquiditätsengpass, der dazu führte, dass UNDA 1958 von der Mailänder Gesellschaft CGE übernommen wurde. 1962 wurde der Betrieb geschlossen.

## Geschichte

### Die Anfänge
Die „Unda Società per la Fabbricazione di Apparecchi di Meccanica Fine“ (Unda, Gesellschaft zur Erzeugung feinmechanischer Geräte) wurde am 22. August 1925 in Toblach mit einem Anfangskapital von 75.000 Lire gegründet. Gründer war der damals erst 23-jährige Max Glauber (1902–1966). Die fünfzehn Angestellten produzierten anfangs nur elektromagnetische Komponenten wie Rheostaten, antikapazitative Röhrensockel, Unterbrecher, Neutrotransformatoren, ZF-Überträger für Verstärkerröhren und ähnliches.
Von der Produktion von Bauteilen ging UNDA zur Herstellung von Radioempfängern über. Auf der Mailänder Messe 1926 war UNDA neben Herstellern wie Philips, Allocchio Bacchini, Marconi, Zamburlini, Seibt und anderen vertreten. Für den Vertrieb stützte sich UNDA auf die Handelsgesellschaft Theodor Mohwinkel in Mailand.
Bei der Mailänder Messe 1927 wurden die ersten Neutrodyne-Geradeausempfänger vorgestellt, 1928 der erste Super-Heterodyne-Empfänger mit Einknopfbedienung. 1929 präsentierte UNDA in der Mostra Nazionale della Radio seinen ersten mit Wechselstrom aus dem Netz betriebenen Superheterodynempfänger. 1930 stellte die Firma einen Acht-Röhren-Empfänger mit einer Leistung von 5 Watt vor.
1932 treten die Brüder Amonn aus Bozen als Mehrheitsgesellschafter in das Unternehmen ein, die Kapitalerhöhung auf 500.000 Lire erlaubt eine Ausweitung der Produktion. Glauber bleibt Geschäftsführer und technischer Direktor. Die UNDA gibt die Produktion von Bauteilen auf und stellt nur noch ganze Geräte her, darunter 1932 den ersten Empfänger mit automatischer Lautstärkenkontrolle, 1933 das erste Kombigerät mit eingebautem „Radiofonografo“ (Plattenspieler).

### Radio Rurale und Radio Balilla
Das faschistische Regime verabschiedete im Juni 1933 das Gesetz Nr. 791 zur Schaffung des Ente Radio Rurale (Landfunk-Gesellschaft), eines Senders, dessen Propaganda vor allem die Schulen und die Landbevölkerung erreichen sollte. Für den Bau geeigneter Empfangsgeräte („Radio Rurale“) wurde ein Wettbewerb ausgeschrieben. Zehn von achtzehn Firmen erfüllten die Ausschreibungsbedingungen, unter denen sich die UNDA mit insgesamt sieben Modellen an die Spitze setzte.
Zur 9. Nationalen Radiomesse wurde der „Volksempfänger“ Radio Balilla vorgestellt. Damit kopierte das Ente Radio Rurale das Konzept des nationalsozialistischen Volksempfängers, der mit Hilfe eines niedrigen Preises in jeden Haushalt gelangen sollte, wogegen das teurere Radio Rurale für Institutionen (Schulen, Pfarren, Kampf- und Veteranenverbände und Parteiorganisationen) gedacht war. Die Produktion des Radio Balilla wurde insgesamt sieben Firmen anvertraut. 1937 wurde UNDA in eine Aktiengesellschaft mit einem Kapital von nunmehr 1,2 Millionen Lire umgewandelt, die Zahl der Beschäftigten stieg auf 200. Im September 1937 propagierte das Ente Radio Rurale Radio Roma, ein neues Volksempfängermodell, das Radio Balilla ersetzen sollte. Die UNDA beteiligte sich weder an der Ausschreibung noch an der Produktion von Radio Roma.

### Die Kriegsjahre
Neben der Produktion von Radiogeräten stellte die UNDA ab 1939 auch Funkgeräte her, die zunehmend in die Schutzhütten der Dolomiten als Verbindung mit den Talorten einzogen. Die neue Empfänger-Serie Sex Unda brachte weitere technische Neuerungen.
Zu einer Krise führte der Pakt zwischen Adolf Hitler und Benito Mussolini vom 23. Juni 1939, der die Option der Südtiroler zwischen der Umsiedlung ins Deutsche Reich und dem Verlust der deutschsprachigen Identität binnen Ende des Jahres 1939 erzwingen sollte. Weil die meisten Toblacher Arbeitnehmer für Deutschland optierten, nahm Max Glauber die italienische Staatsbürgerschaft an, um nicht als Ausländer sein Eigentum zu verlieren, und verlegte 1940 die Firma nach Como.
Am 10. Juni 1940 erklärte Mussolini den Kriegseintritt Italiens an der Seite Deutschlands, und trotz den kriegsbedingten Schwierigkeiten und dem Problem, eine neue Belegschaft zu finden, konnte die UNDA am 14. Dezember 1940 im Beisein hoher faschistischer Würdenträger die neue Fabrik in Como eröffnen.
Bei der 12. Mostra Nazionale della Radio 1940 stellte UNDA die Serie Quadri Unda und die Serie Sex Unda vor. Zur 13. und letzten Nationalen Radiomesse wurde die Modelle der Reihe Penta Unda vorgestellt. Dann erzeugte UNDA militärische Funkgeräte für Luftwaffe und Marine. 1943 begann man mit der Herstellung von elektrischen Messgeräten, 1945 von Verstärkern. Im selben Jahr kam noch die Empfänger-Baureihe Octa Unda heraus.

### Nachkriegszeit
Die Produktion von Radios wurde nach kurzer Unterbrechung 1946 unter großen Schwierigkeiten wiederaufgenommen. Die UNDA beteiligte sich an einer Neuauflage des Volksempfänger-Projekts durch die RAI und arbeitete weiter an der technischen Entwicklung ihrer Radios. Das Kapital der Gesellschaft wurde 1949 auf 25.100.000 Lire erhöht. Die UNDA arbeitete an der Entwicklung der Frequenzmodulation für das künftige Fernsehen, bei der 16. Mostra Nazionale della Radio 1949 wurden die ersten Fernsehgeräte gezeigt. Bei der 17. Radiomesse 1950 stellte UNDA den ersten FM-Empfänger(Mono Unda A. 51/1) und den ersten AM-FM-Empfänger (Quadri Unda 104/1) vor. Bei der 18. Radiomesse 1951 wurden bereits komplette Fernsehgeräte mit 12'- und 16'-Bildschirm gezeigt. Das Gesellschaftskapital wurde auf 52 Millionen Lire erhöht. 1953 versuchte die UNDA mit Kühlschränken die Produktion zu diversifizieren, aber ohne Erfolg. 1954: Kapitalerhöhung auf 78 Millionen Lire. Das erste tragbare Radio (Mono Unda 41/3 „Mascotte“) wurde produziert, der erste Fernseher mit Fernbedienung, 1956 der erste Plattenwechsler.
Ende 1957 geriet das Unternehmen immer mehr in finanzielle Schwierigkeiten, vor allem wegen der hohen Investitionen, die im Fernsehbereich nötig waren. 1958 wurde ein Gläubigervergleich beantragt und gleichzeitig nach einem Käufer für das Unternehmen gesucht. Die Mailänder Gesellschaft CGE bot 50 Millionen und erhielt den Zuschlag für das Unternehmen, die Marke und die Lagerbestände. Die UNDA musste auf die Produktion von Radio- und Fernsehgeräten verzichten und benannte sich um in F.A.S.E. S.p.a. (Fabbrica Apparecchi Strumenti Elettrici, Fabrik für Elektrogeräte). Das Fabrikgebäude wurde 1960 an Miralanza vermietet, seit 2000 stehen dort Wohnhäuser und das Istituto Tecnico Giovanni Pascoli, eine Berufsschule. Die CGE produzierte weiterhin unter dem Label UNDA bis 1962.
Heute sind die Geräte der UNDA begehrte Sammelobjekte, insbesondere Radio Rurale und Radio Balilla werden nicht selten auch gefälscht oder nachgebaut.